# 服务描述表
服务描述表（Service Description Table，SDT）是DVB、ATSC、ISDB等数字电视制式中使用的元数据表。它不是MPEG2-TS协议的一部分，不属于PSI，而由各数字电视标准作为服务信息（Service Information）分别定义。
MPEG2的传输流由传输流分组（TS Packet）组成。传输SDT的分组的PID为0x0011:129。SDT描述关于当前TS中所传输的服务的信息，对应的Table ID为0x42:5.1.3:129。
以DVB的SDT为例，它包含以下信息：
- 传输流ID（TS ID）
- 各服务ID（Service ID）
- 该传输流中是否携带节目表信息
- 该传输流中是否携带当前节目和下一节目的信息
- 服务的运行状态信息（例如即将开播、已暂停、正在播放、已结束）
- 特定服务的内容是否有加密

此外SDT还可包含服务名称、电视网络名称等可选信息。